# Azogruppe
| Azoverbindung mit der blau markierten Azogruppe |
| (E)-Isomer, stabiler                            |
| (Z)-Isomer, weniger stabil                      |

Die Azogruppe ist in der Chemie eine funktionelle Gruppe, bestehend aus zwei Stickstoff-Atomen, die durch eine Doppelbindung verbunden sind (–N=N–).
Organische Verbindungen mit Azogruppe bezeichnet man als Azoverbindungen. Bei Azoverbindungen mit aromatischen Resten handelt es sich um Azofarbstoffe. Die relativ instabilen aliphatischen Azoverbindungen, wie z. B. Azoisobutyronitril (AIBN), werden als Polymerisationsinitiatoren eingesetzt.
Der Name Azo leitet sich vom französischen Wort Azote für Stickstoff ab, das selbst auf altgriechisch ἄζωτος ázōtos („lebensfeindlich“) zurückgeht.

## Eigenschaften
Die einfachste anorganische Verbindung mit einer Azogruppe ist das leuchtend gelbe Diimin (H–N=N–H, Diazen, Diimid, Azowasserstoff). Es ist bei Raumtemperatur instabil, kann aber bei sehr tiefen Temperaturen synthetisiert werden. 
Die einfachste aliphatische Azoverbindung ist das Azomethan (H3C–N=N–CH3), ein gelbliches, explosives Gas, das bei 60–100 °C in Methylradikale und Stickstoff zerfällt.
Bei den aromatischen Azoverbindungen ist das rote Azobenzol (H5C6–N=N–C6H5) die Stammverbindung. Generell sind aromatische Azoverbindungen stabiler als aliphatische. Während die aliphatischen Azoverbindungen in der Regel farblos sind, handelt es sich bei den aromatischen Azoverbindungen um Farbstoffe. Je stärker die π-Elektronen delokalisiert sind, desto größer ist die Wellenlänge der maximalen Absorption.
Bei geeigneter Substitution liegt bei Azoverbindungen eine Azo-Hydrazo-Tautomerie vor.

## Herstellung
Die Herstellung von Azoverbindungen erfolgt typischerweise durch:
- Azokupplung, bei der ein Diazoniumsalz mit einer nukleophilen Kupplungskomponente – in aller Regel ein Aromat oder eine C-H-aciden Verbindung – im Sinne einer elektrophilen aromatischen Substitution reagiert.
- Die Oxidation von 1,2-Alkyl- oder 1,2-Arylhydrazinen mit Quecksilber(II)-oxid, Natriumhypobromit oder Luftsauerstoff liefert Azoverbindungen.[4]

- Primäre Arylamine (z. B. Anilin) reagieren mit aromatischen Nitrosoverbindungen in Eisessig zu symmetrischen oder unsymmetrischen Azoverbindungen. Dieses Verfahren wird Mills-Reaktion genannt.[5]